# Аномоцефал
Аномоцефал (Anomocephalus) — вимерлий рід примітивних аномодонтів. Примітивність аномоцефала полягає в тому, що він зберіг повний набір зубів в обох щелепах, тоді як у його нащадків, діцинодонтів, набір зубів звівся всього до єдиної парі бивнів (а в ряді випадків і до повної відсутності зубів) і масивного дзьоба, схожого на черепашачий, що покривав щелепи.
Був виявлений в 1999 р. в найдавнішому гірському масиві Гондвани (Віллістон, Кару, Північна Капська провінція, ПАР). Його виявлення стало свідченням того, що ця група травоїдних виникла в Гондвані, а не в Лавразії, як вважалося раніше. Жив близько 260 млн років тому, в пермський період, на посушливих територіях в околицях річок і озер, які нагадували сучасний пейзаж Намібії або Ботсвани. Є близькоспорідненим з родом Tiarajudens, Бразилія

## Геологія та місце існування
Залишки Аномоцефала були виявлені в нижніх шарах групи Бофорта, що є стратиграфічним підрозділом, що складається в основному з пісковика і сланців, і є частиною відкладень басейну Кару
. 
Відкладення групи Бофорта, що займають більшу частину басейну, утворені струмками та річками. 
Клімат під час середнього та пізнього перму був теплим та напівпосушливим з вираженою сезонністю опадів. 
Центральна область басейну була вкрита озерами, що пересихають, і невеликими меандруючими річками 
..